# Régi városháza (Lőcse)
A lőcsei régi városháza (szlovákul: Stara mestna hiša; Radnica) a szlovákiai Lőcse városában a piactéren (mai szlovák nevén Námestie Majstra Pavla, magyarul Lőcsei Pál mester tér) található a római katolikus Szent Jakab-templom és az evangélikus templom között. Az épület Lőcse és a Szepesség történelmi emlékeinek részeként 2009 óta az UNESCO világörökség része.

## Története
Az eredeti kétszintes gótikus épület 1470 körül épült. A falakba rejtett deszkázat fadeszkáinak 2022-2023-ban végzett dendrokronológiai vizsgálata szerint a fát ehhez 1415 körül nyerték, ami az addig feltételezettnél korábbi építésre utal. 1550. június 7-én a pusztító várostűzben ez az épület leégett, amelynek során az épületben elhelyezett városi levéltár is odaveszett. 1550 után reneszánsz stílusú átépítés kezdődött, amelynek során az épület nyugati és déli oldalán részben kétszintes árkádokat kapott. Az 1599-ben bekövetkezett újabb tűzvész után további bővítési munkálatokra került sor, amelyek 1615-ig tartottak. 1615-ben a déli oldalon a polgári erényeket: az Igazságosságot, a Vitézséget, a Türelmet, a Józanságot és a Mértékletességet ábrázoló allegorikus freskókkal egészítették ki. 1656 és 1661 között a Szent Jakab-templom és a városháza között reneszánsz harangtornyot építettek, amely az óráknak is helyet adott. A tornyot 1768-ban egy folyosón keresztül összekötötték a városházával, és a főépülethez hasonlóan a 18. században barokkosították.
1893-1895 között a városházát jelentősen átépítették, kialakítva annak mai, romantikus, de az eredetihez immár kevéssé hasonlító képét. A sarokoszlopokat pillérekkel erősítették meg. Ekkor építették az emeleti szintet és a fedélszék oromzatát Schulek Frigyes budapesti építész, műegyetemi tanár tervei alapján, neoreneszánsz stílusban. Az épület jelenlegi bejárata a keleti oldalon nyílik, az 1894-ben épített új lépcsőn.
Az épület 1955-ig a városi tanács székhelye volt, ma azonban a Szepesi Múzeum (szlovákul: Spišské múzeum) egyik fiókintézménye működik itt, amely a Szlovák Nemzeti Múzeum hálózatának része. Belsejében a város történetét és Szepesség művészettörténetét bemutató állandó kiállítások láthatók. A látogatható helyiségek közé tartozik a tanácsterem és a három boltíves oszloppal díszített nagyterem. Itt látható a „lőcsei fehér asszony” (Korponayné Géczy Julianna) portréja is, akinek történetét Jókai Mór azonos című regénye tette ismertté.

## Fordítás
- Ez a szócikk részben vagy egészben  a   Rathaus (Levoča) című német Wikipédia-szócikk ezen változatának fordításán alapul.  Az eredeti cikk szerkesztőit annak laptörténete sorolja fel. Ez a jelzés csupán a megfogalmazás eredetét és a szerzői jogokat jelzi, nem szolgál a cikkben szereplő információk forrásmegjelöléseként.